# Les Misérables: Shōjo Cosette
Les Misérables: Shōjo Cosette (レ・ミゼラブル 少女コゼット, Re Mizeraburu Shōjo Kozetto) é uma série de anime japonesa produzida pela Nippon Animation, e foi o primeiro retorno da famosa série World Masterpiece Theater em dez anos depois de Ie Naki Ko Remi. Foi adaptado do romance clássico, Os Miseráveis de Victor Hugo, e a quarta adaptação do anime desse romance (após duas adaptações do programa de televisão japonês Manga Sekai Mukashi Banashi, e um especial de TV de 1979 produzido pela Toei Animation).
Estreou no Japão em 7 de janeiro de 2007 no canal Fuji TV, e teve cinquenta e dois episódios; de vinte e seis minutos cada. Ele também foi ao ar no Japão pelo Animax em abril de 2007.

## Enredo
Situado no século XIX na França, a série começa com Cosette, uma menina de 3 anos de idade, viajando com sua mãe Fantine, que está tentando encontrar um emprego e um lugar para viver , mas sempre foi evitada e afastada devido a alguns empregadores que contratam mães solteiras. Quando sua mãe é prometida com a prosperidade de trabalhar na cidade grande, Cosette é separada dela na esperança de um zelador chamado Thénardier irá vigiá-la enquanto sua mãe ganha algum dinheiro. Infelizmente, este foi um truque e o cuidador é um homem corrupto que faz de Cosette sua empregada, ou mais precisamente: sua escrava. Em seguida, o prefeito do tipo - um ex-presidiário chamado Jean Valjean - da cidade que Cosette faz sua nova casa em, vê como ventos da mudança são tão prejudiciais para crianças e famílias, e decide fazer algo a respeito, mas Cosette obriga a ir a correr para escapar de seu retorno, o passado difícil.

## Episódios
1. Fantine e Cosette
2. O segredo de Jean Valjean
3. Um novo amigo, Chou Chou
4. A carta da mamãe
5. Suspeitas de Javert
6. O aniversário de Cosette
7. Eponine perdida
8. Saia da mamães
9. A malícia de Thenardier
10. Madeleine fica perplexa
11. A mentira da irmã Simplice
12. Cosette solitária
13. Jean Valjean e Cosette
14. Sua jornada
15. Seu vínculo
16. A casa de Gorbeau em Paris
17. Javert se aproxima
18. Uma reunião esquecida
19. Cosette foi levada
20. Vida monástica
21. Cosette e Marius
22. Suas viagens pespectivas
23. Sob o céu de Paris
24. Um Encontro no Jardim de Luxemburgo
25. Sentimentos inacessíveis
26. Encontros possibilitados em Paris
27. A menina que fugiu
28. A carta encontrada
29. A armadilha de Thenardier
30. A moeda que foi deixada para trás
31. A tranquila Rua Plumet
32. Vestígios do dia
33. Desistindo de reunião
34. A criança no elefante
35. Fuga da Padroeira Minette
36. O Enfermo de Paris
37. Erro de cálculo de Marius
38. Cosette e Eponine
39. 5 de Junho de 1832
40. A Noite da Revolução
41. O amor de Eponine
42. Uma carta de Marius
43. O desejo de Gavroche
44. Para a Luz do Futuro
45. Os Esgotos de Paris
46. Justiça de Javert
47. As Obrigações dos Corações
48. Cosette ae Marius
49. Minha Mãe
50. O Anel Eterno
51. A Verdade Revelada
52. O castiçal de prata[carece de fontes?]